# Juan Pedevilla
Juan Santos Pedevilla (ur. 6 czerwca 1909, zm. ?) – piłkarz argentyński, prawy obrońca. Wzrost 173 cm, waga 74 kg.
Jako piłkarz klubu Estudiantil Porteño Buenos Aires był w kadrze reprezentacji Argentyny w finałach mistrzostw świata w 1934 roku, gdzie Argentyna odpadła już w pierwszej rundzie. Zagrał w jedynym meczu ze Szwecją.